# Kaczagórka
Kaczagórka ist ein Dorf der Gemeinde Pogorzela im Powiat Gostyński in der Woiwodschaft Großpolen im westlichen Zentral-Polen mit einem Schulzenamt. Der Ort befindet sich etwa 6 km östlich von Pogorzela und 68 km südlich der Landeshauptstadt Poznań.

## Geschichte
Der Ort gehörte nach der Zweiten Teilung Polens 1793 zum Kreis Krotoschin und ab 1887 mit der Umbildung der Kreise zum Kreis Koschmin. Im Jahr 1910 hatte der Ort 173 Einwohner. Mit der Besetzung durch Deutschland im Zweiten Weltkrieg wurde der Ort in Katzagurka umbenannt.
In den Jahren 1975 bis 1998 gehörte der Ort zur Wojewodschaft Leszno.